# Музей восковых фигур Барселоны

Один из нескольких Музеев восковых фигур находится в каталонском городе Барселоне. В музее представлены более 300 скульптур, которые изготовлены из воска и внешне очень схожи с известными личностями истории.
Музей находится в центре Барелоны, на улице Ла Рамбля.

## История

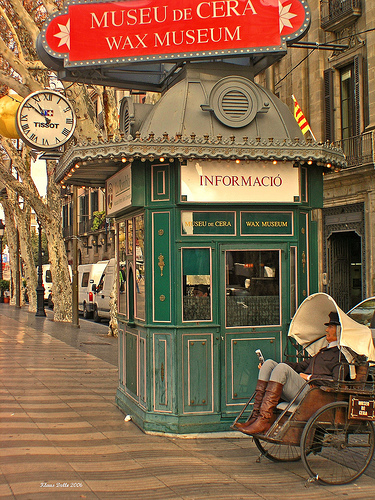
Информационная будка о Музее на улице Ла Рамбля

Здание музей было построено в XIX веке, а именно в 1867 году генеральной кредитной компанией. Архитектором здания выступал Элиас Рохент. Позже здание также служило штаб-квартирой Банка Барселоны. Архитектура здания считается неоклассической. В 1970-е годы богатства барселонской буржуазии хранились именно в этом здание.
В Барселоне музей восковых фигур функционирует с 1973 года и был открыт по инициативе известного испанского кинорежиссёра Энрике Аларкона.

## Описание
В музее представлены не только восковые фигуры известных исторических лиц, но также сцены из фильмов и книг. В музее можно увидеть фигуры таких политических деятелей как Гитлер, Муссолини, Фидель Кастро, Мао Цзе Дуна, музыкантов — Ричард Вагнер, Людвиг Ван Бетховен, Шопен, Пласидо Доминго, Мария Каллас, знаменитых художников и писателей — Сальвадор Дали, Жоан Миро, Пабло Пикассо, Уильям Шекспир, Мигель Сервантес и ещё многих других.

### Концертный зал
Концертный зал (исп. Salón del recital) — это комната, где представлены фигуры известных музыкантов и деятелей литературы, кроме которых также имеются восковые фигуры политических деятелей (Хуан Карлос I, Донья София, принц Чарльз и др.). Здесь хранится мебель Виларо, который относится к 1906 году.

### Комната казней
Комната страха (исп. Pasaje del terror) — в этой комнате представляются сцены казней и смерти известных личностей истории. Например можно увидеть сожжение Жанны Дарк, сцену суицида и т. д.

### Лес фей
Лес фей (исп. Bosc de les fades) — детская часть музея, где можно увидеть самые разные и странные деревья, русалок, гномов и другие существа, сделанные из воска.

### Проспект Времен
В этой комнате (исп. Pasaje del tiempo) нет ничего связанного с восковыми фигурами. Здесь можно встретить больших бегающих насекомых (сделаны из метала), разные головоломки, оригами и др.

### Наутилус
Здесь можно попасть на подводный корабль капитана Немо из произведений Жюль Верна, космический корабль, а также увидеть героев «Звёздных Войн».

## Галерея

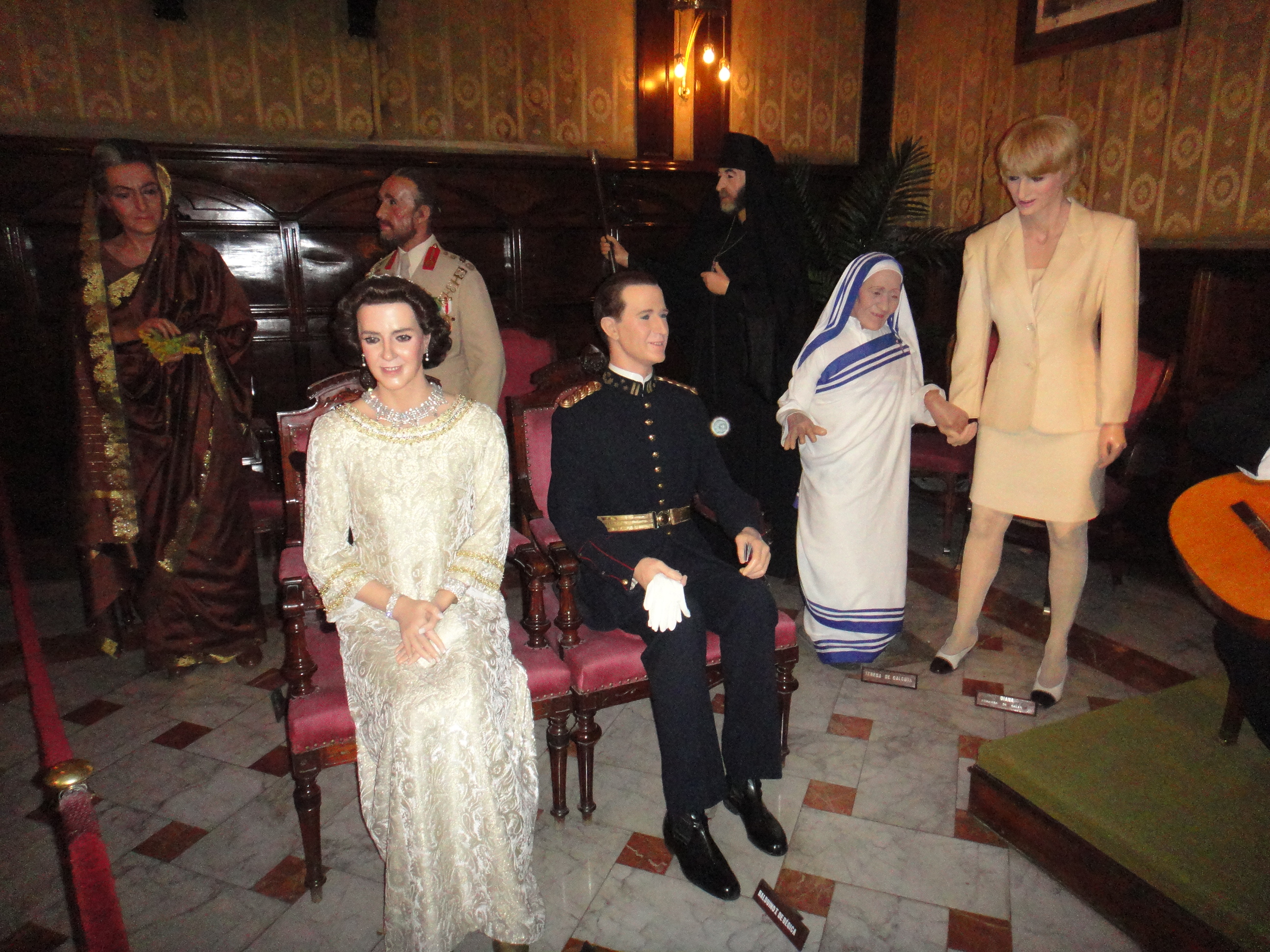
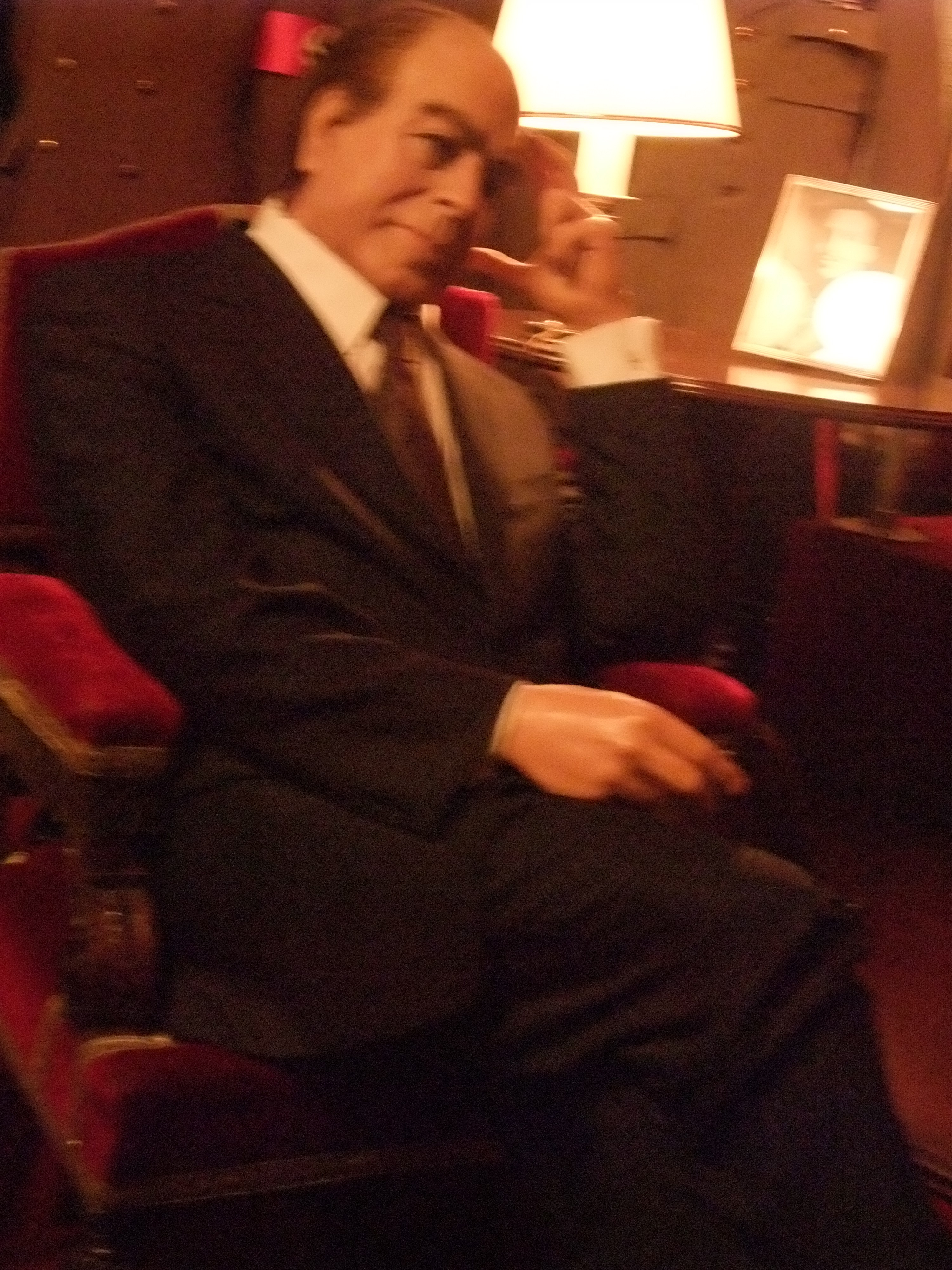
Жорди Пужоль
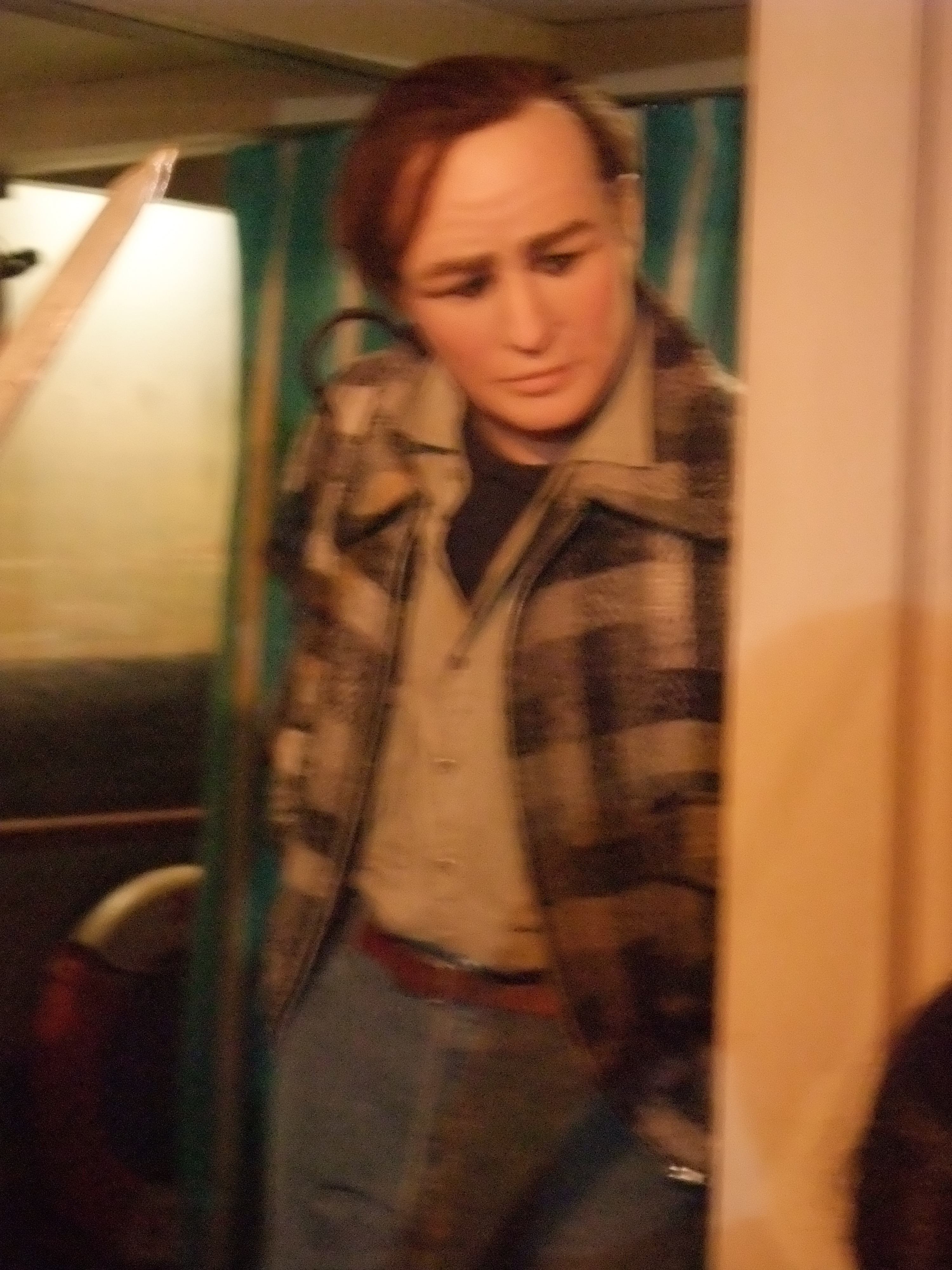
Марлон Брандо
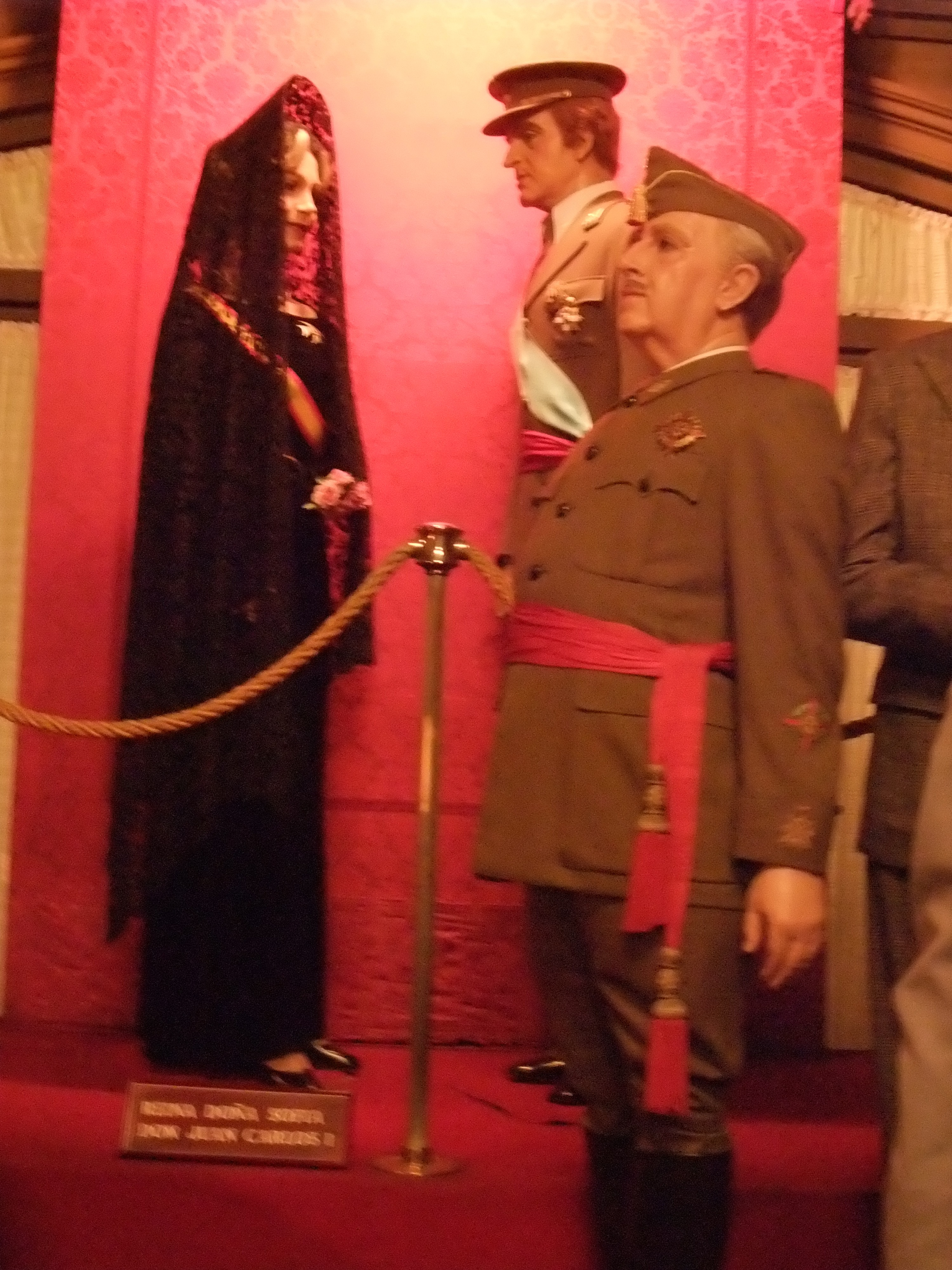
Дон Хуан Карлос I, Донья София и Франко
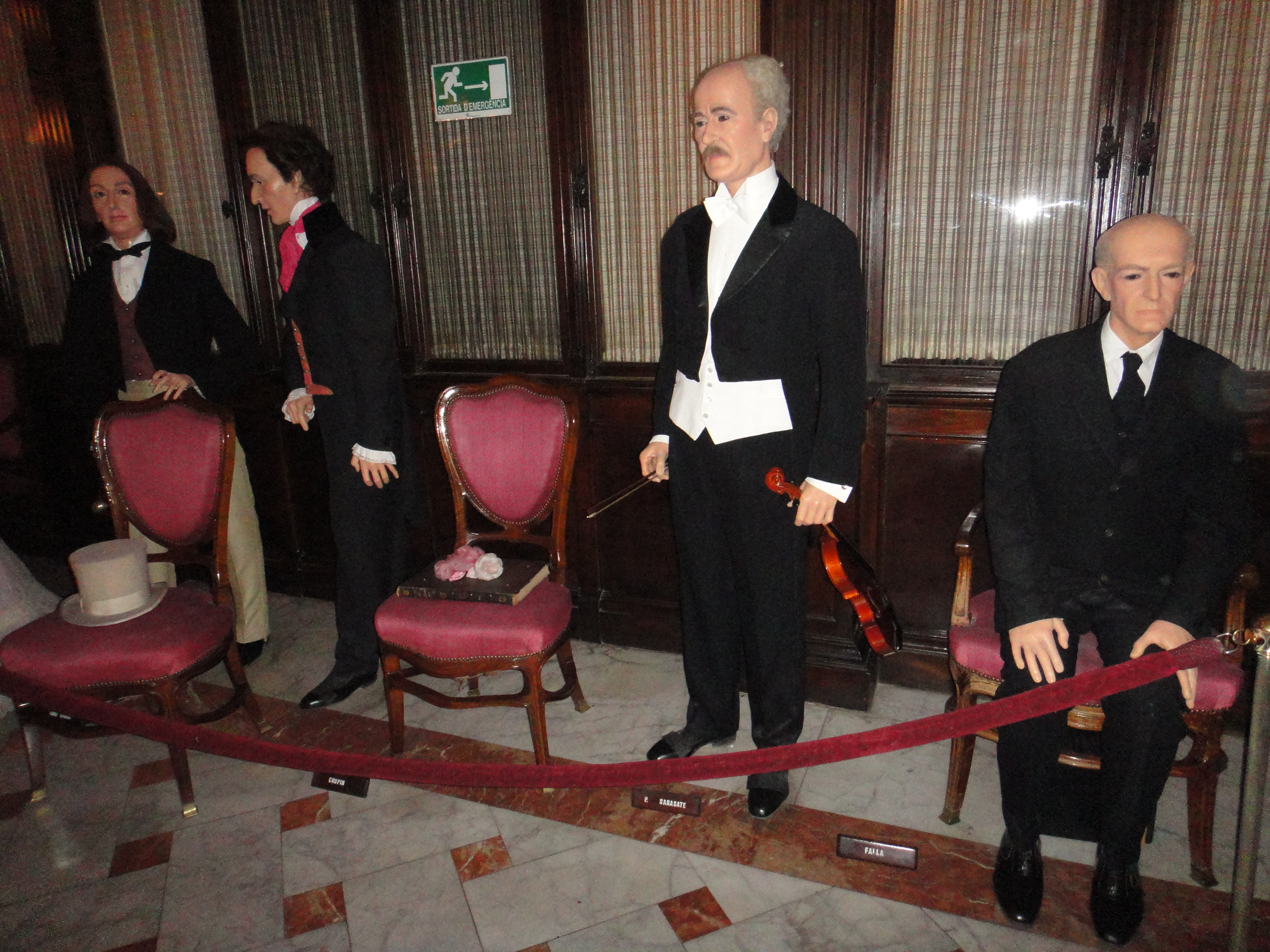
Шопен, Пабло де Сарасате и др.
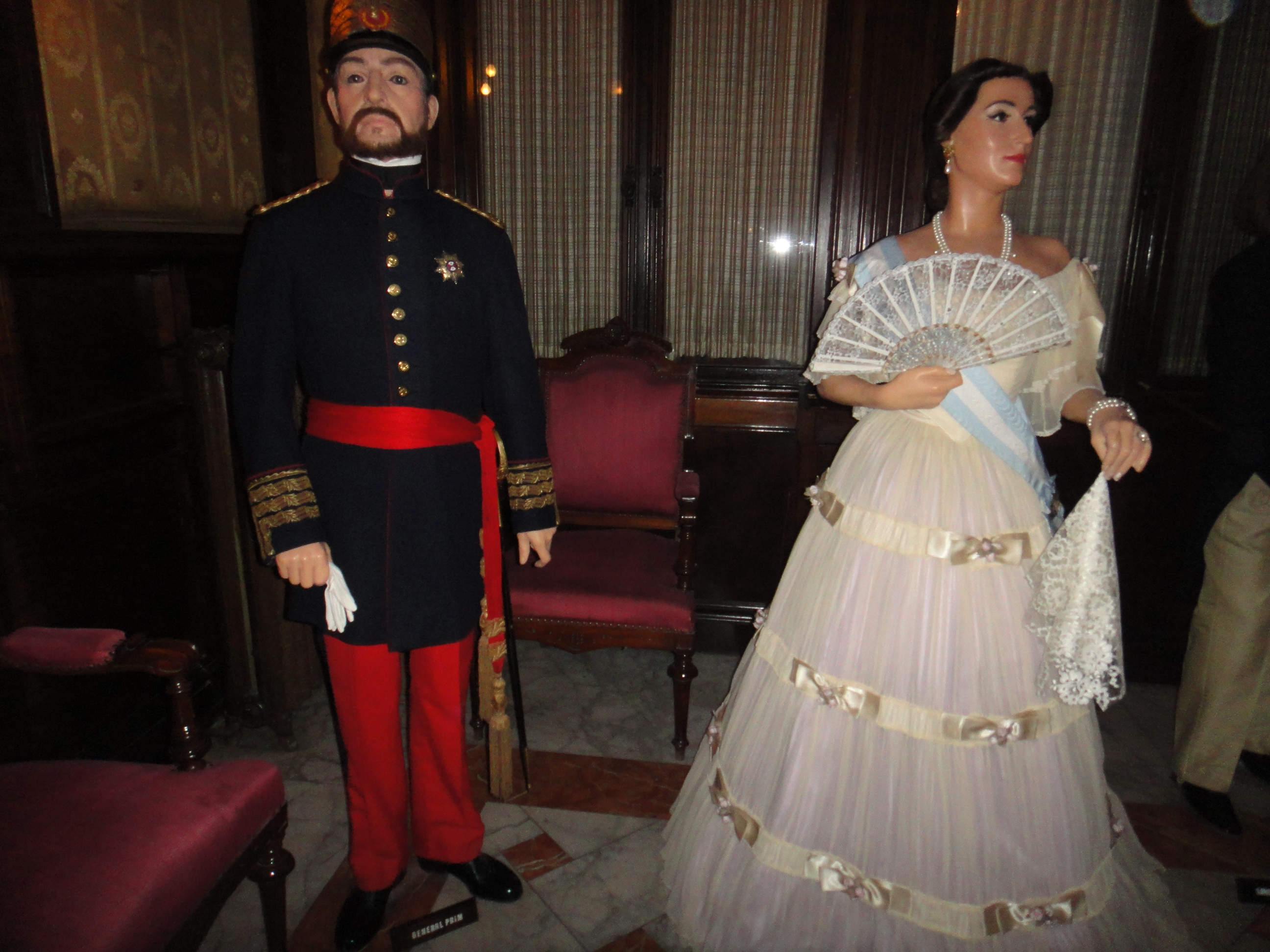
Генерал Хуан Прим
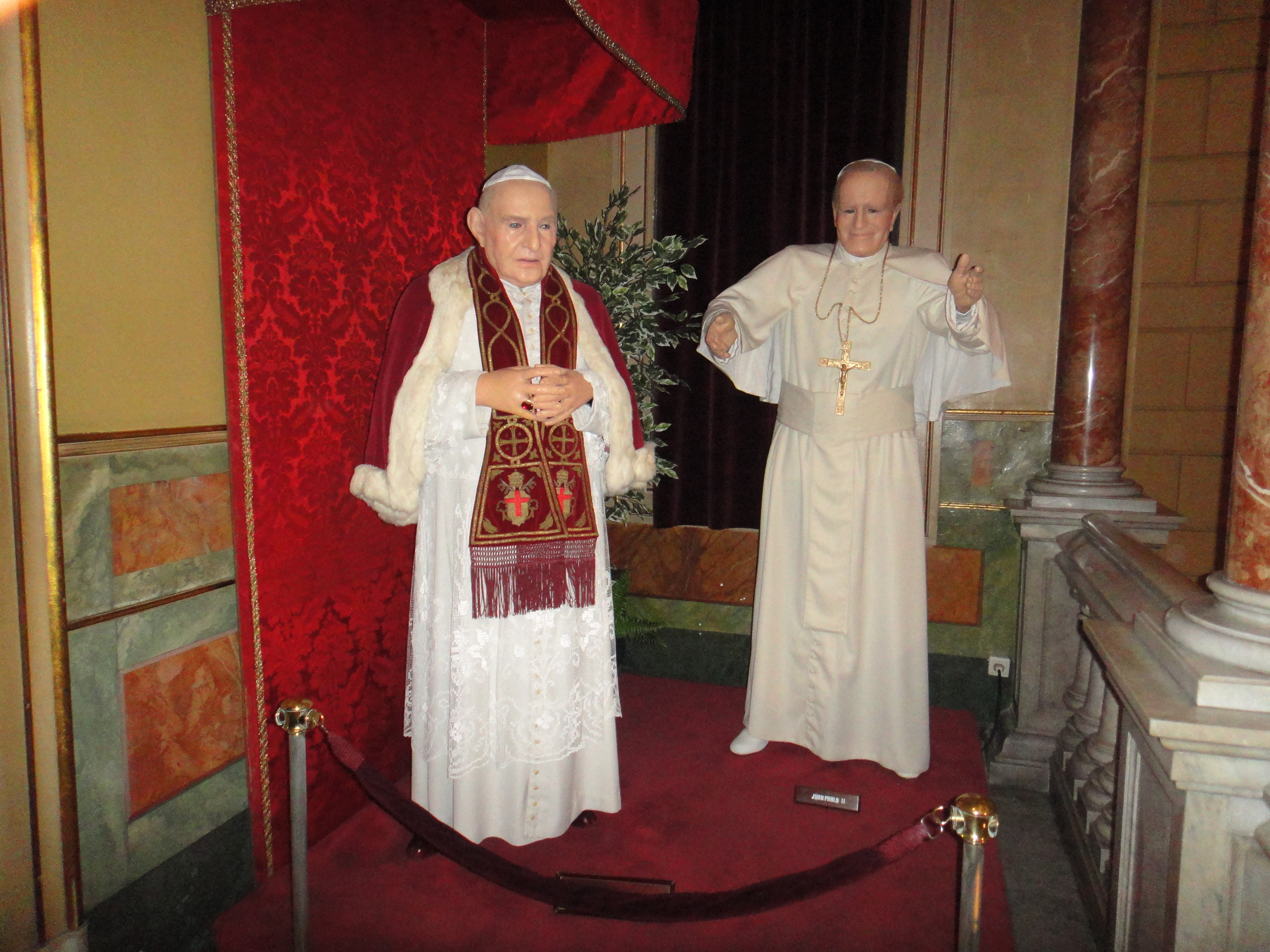
Папа и Хуан Пабло
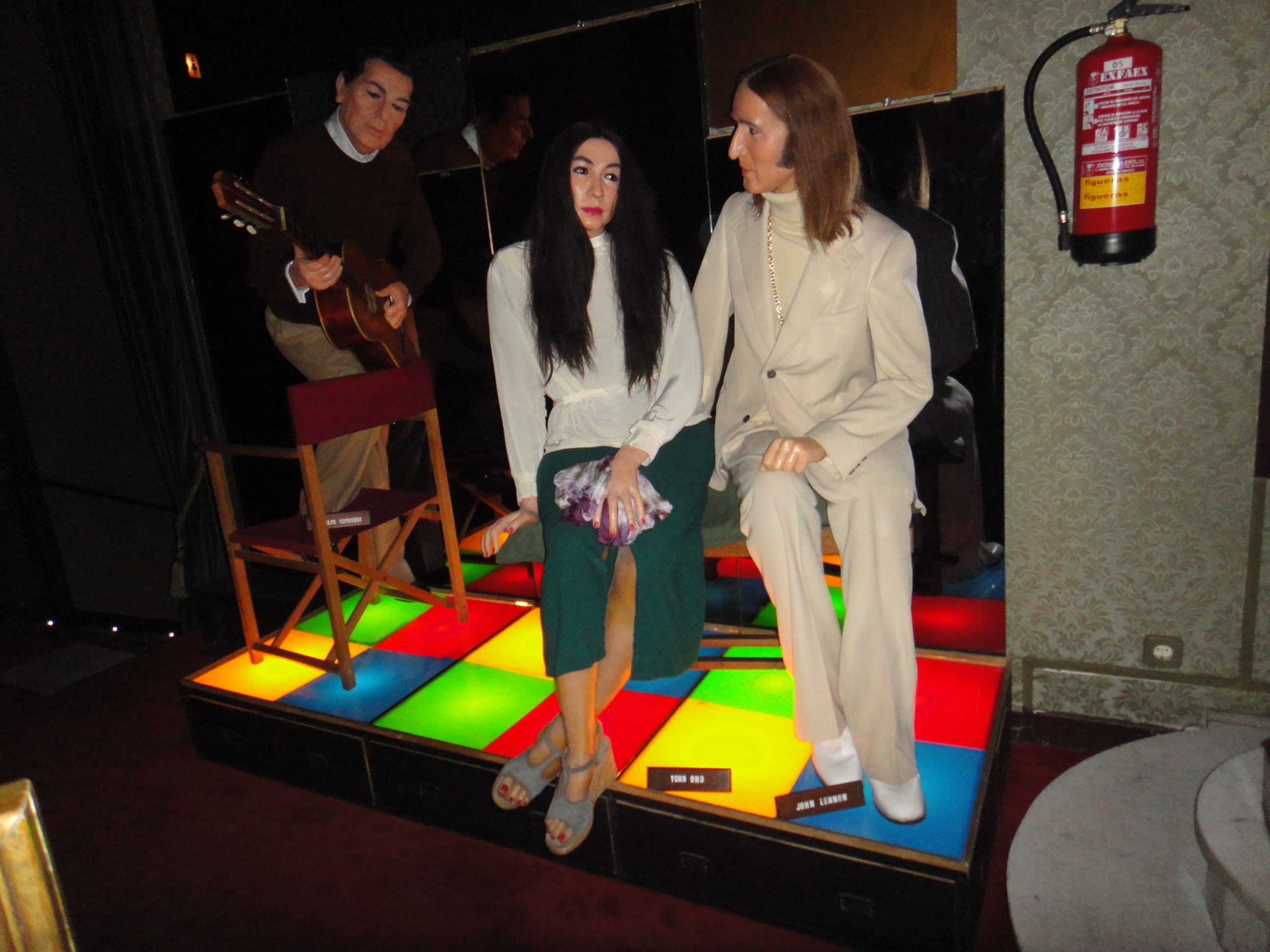
Джон Леннон и Йоко Оно
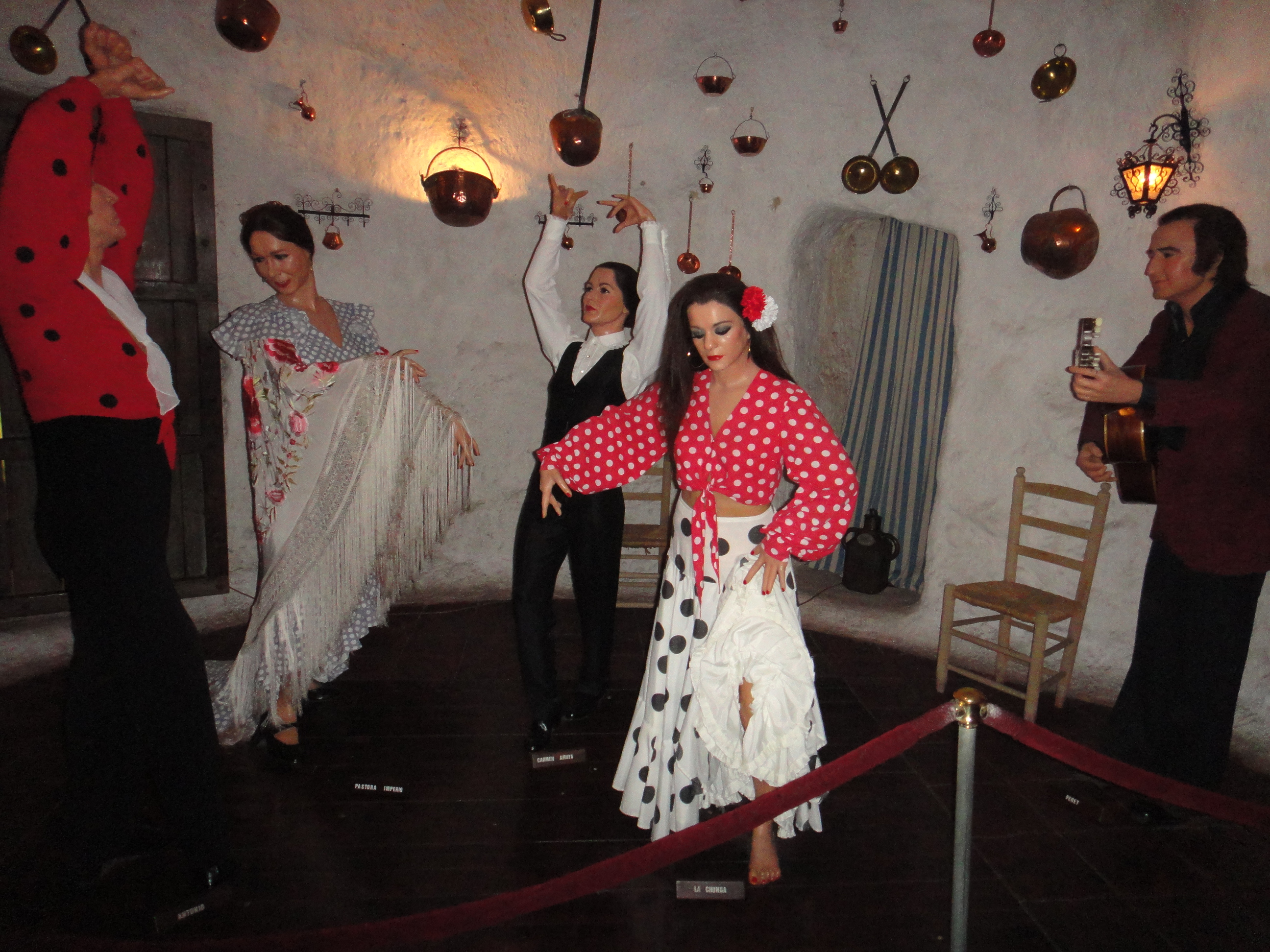
Фламенко
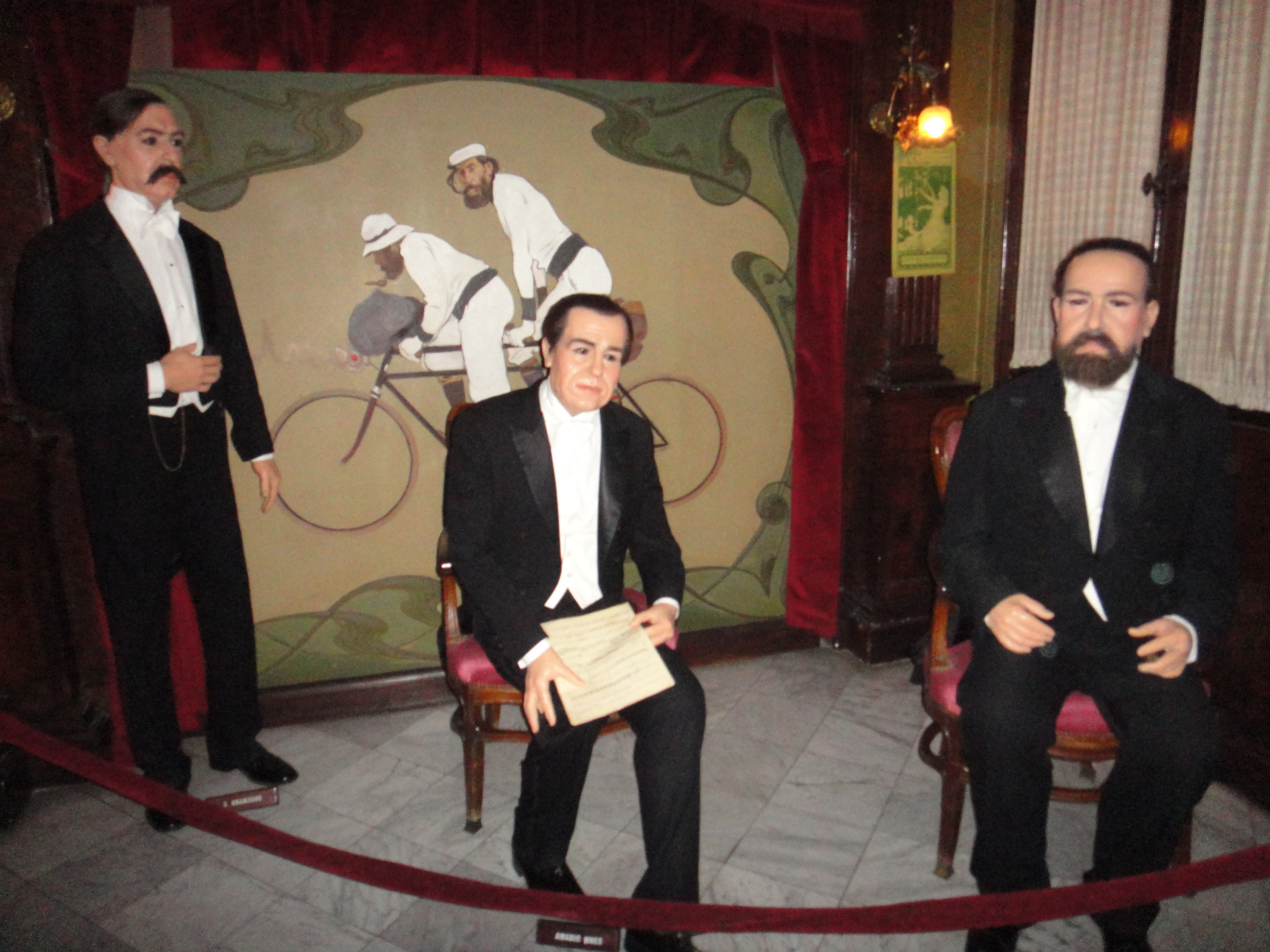
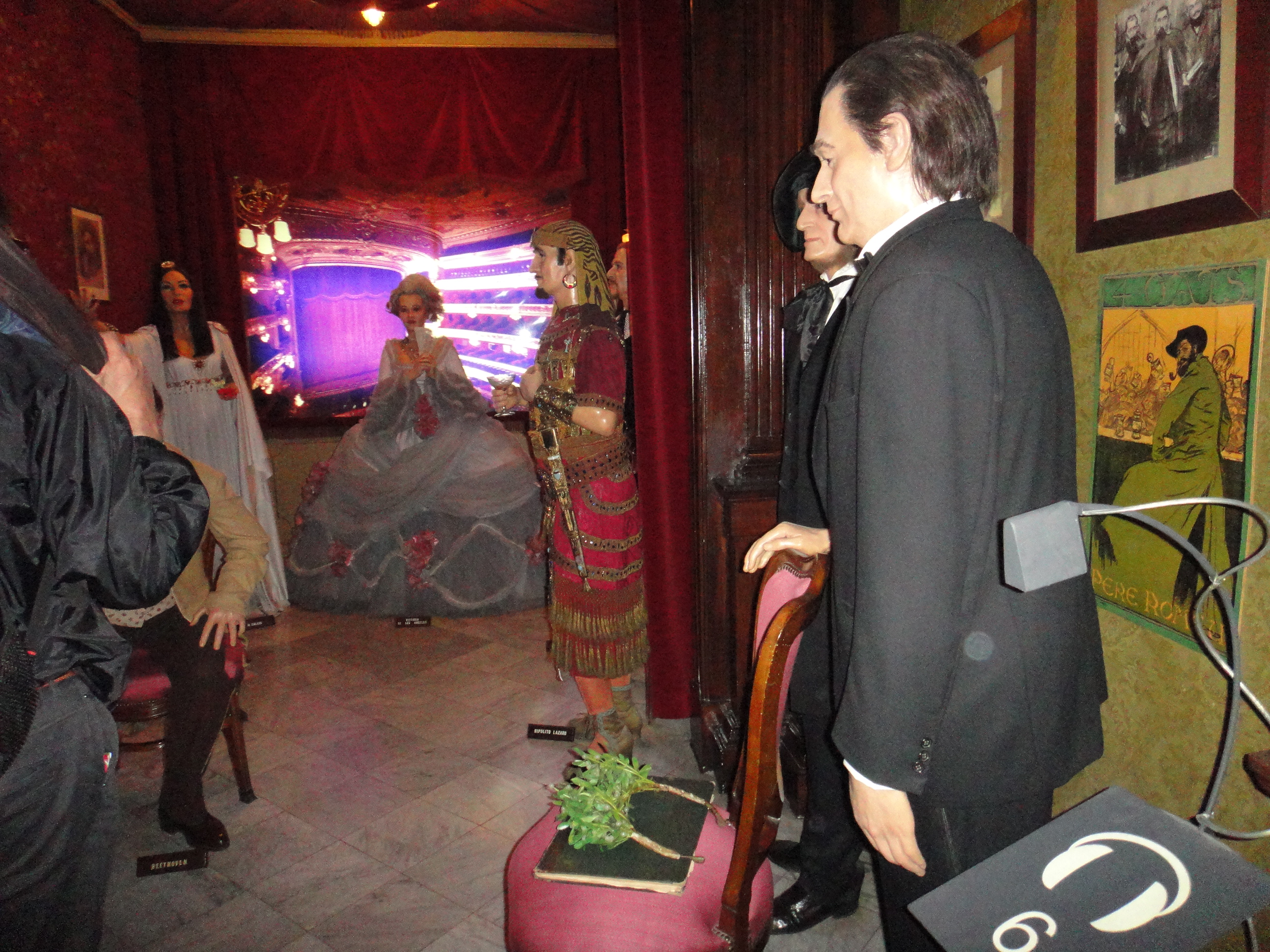
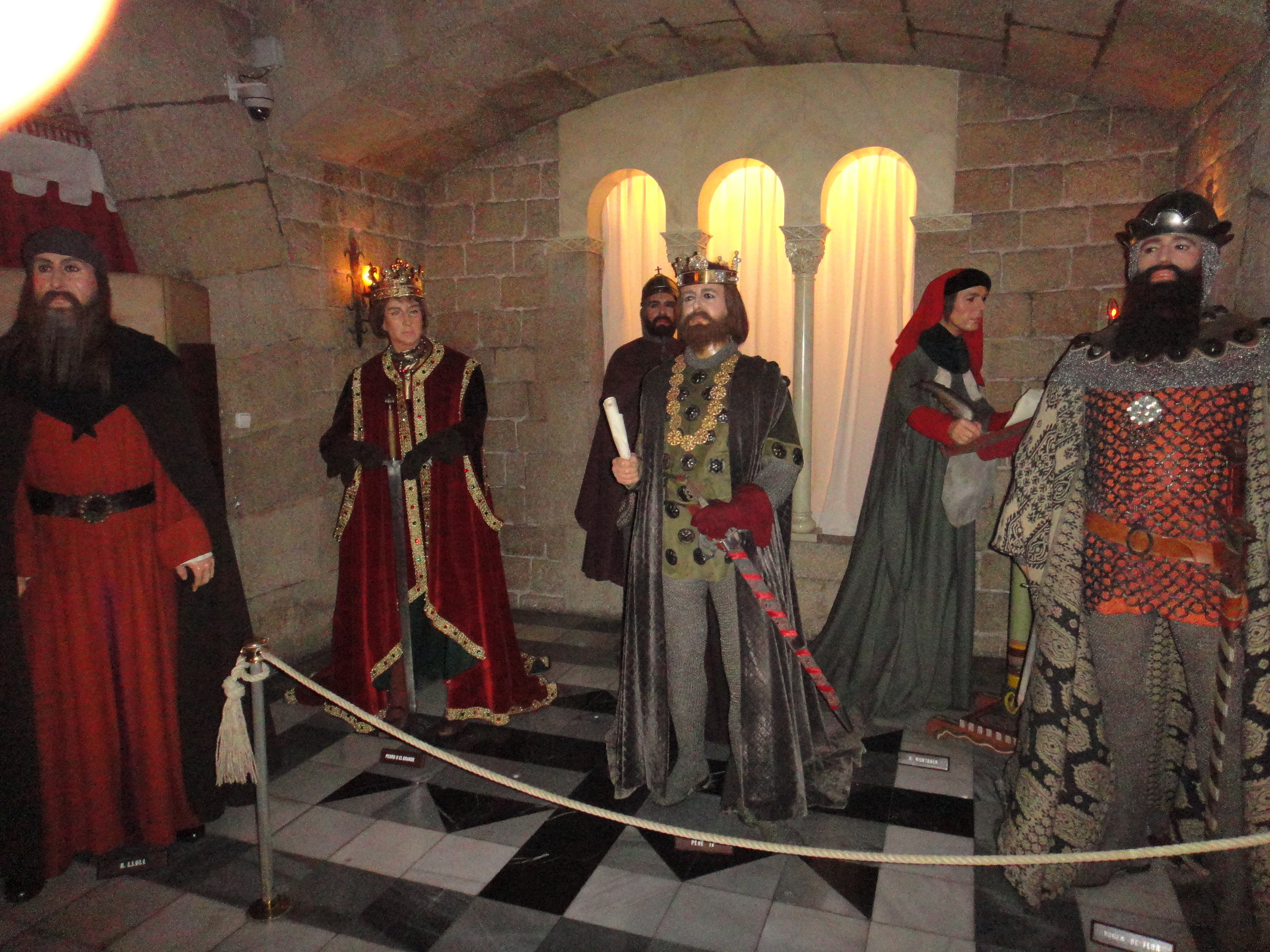
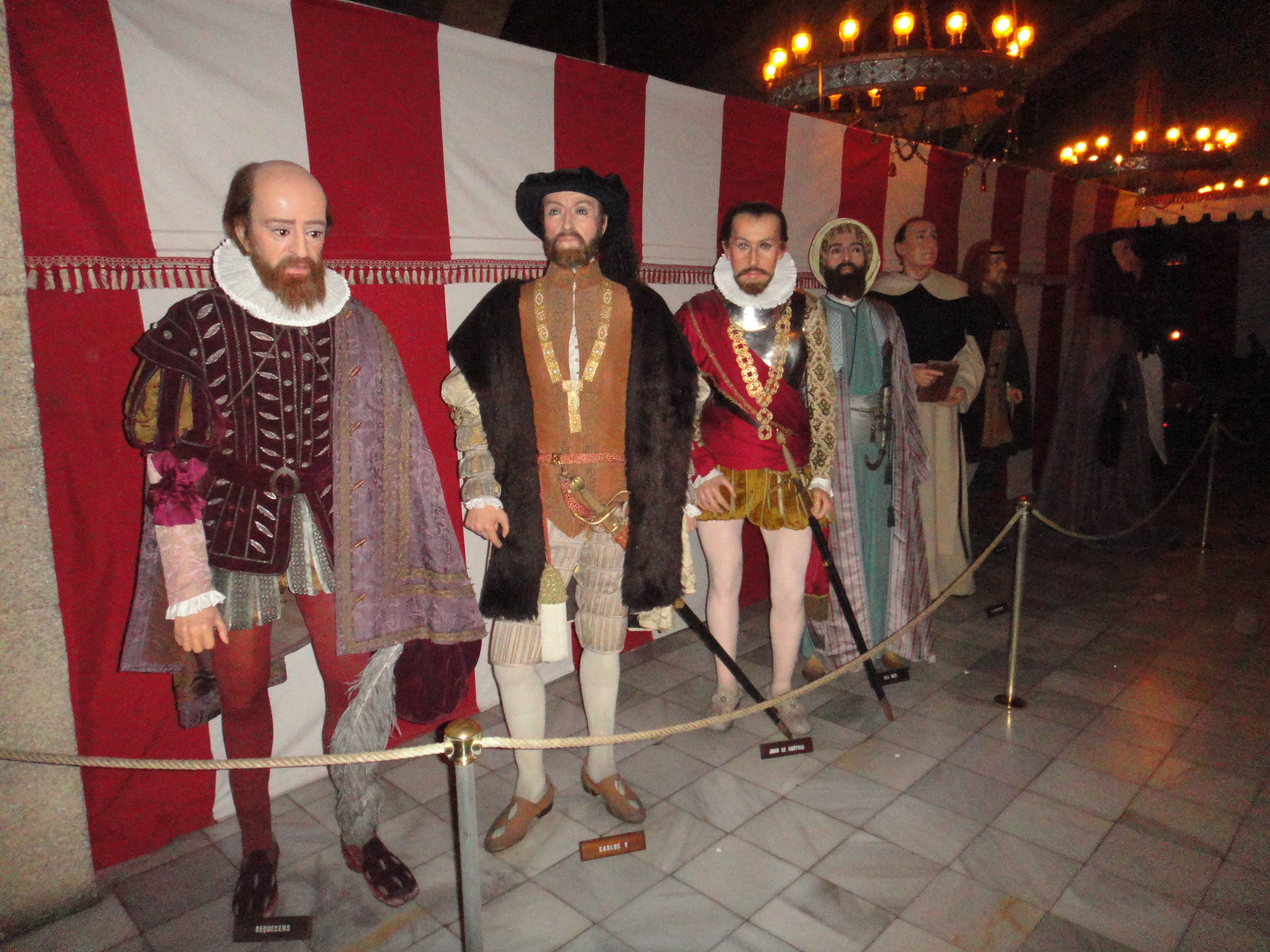
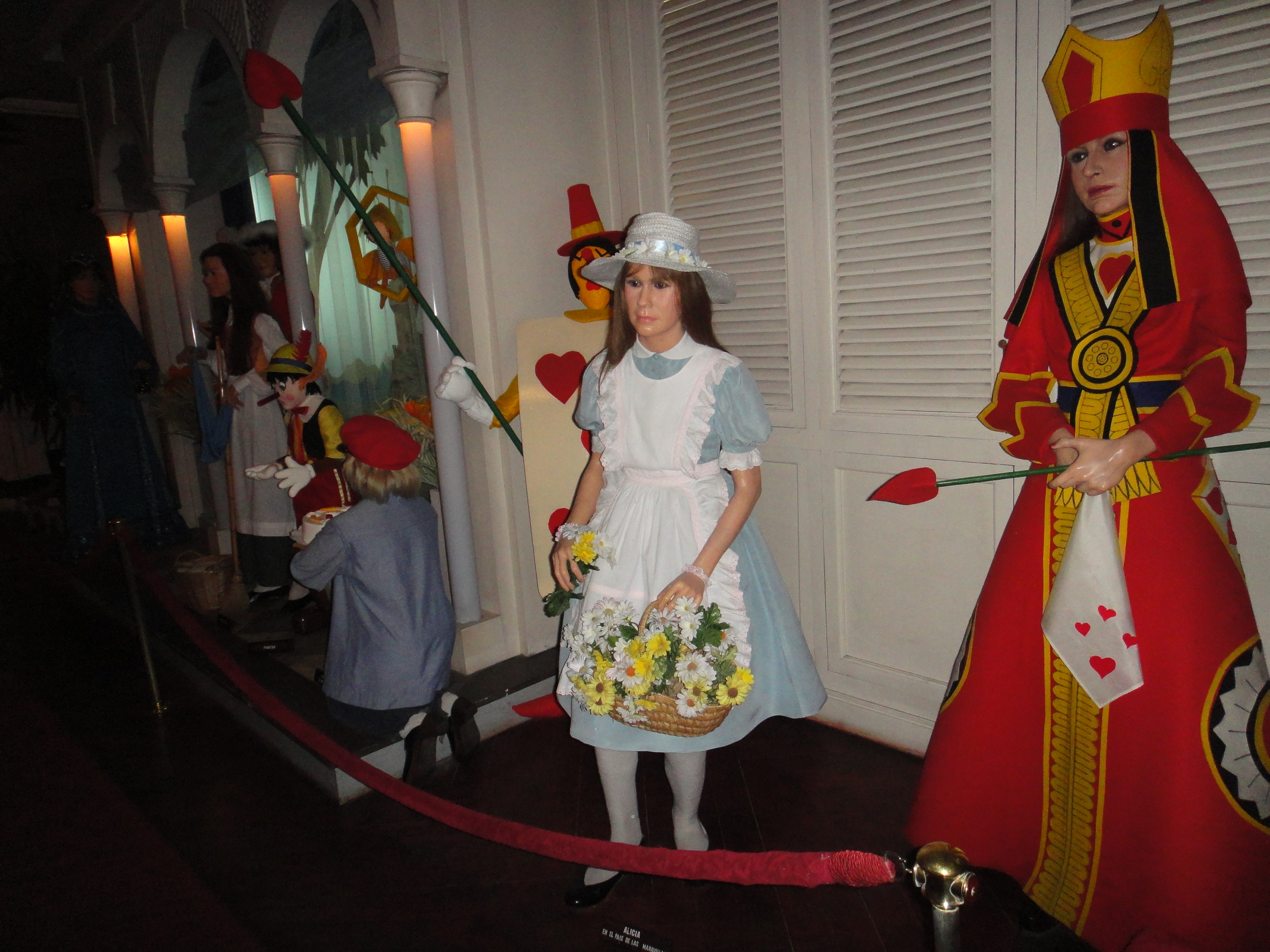
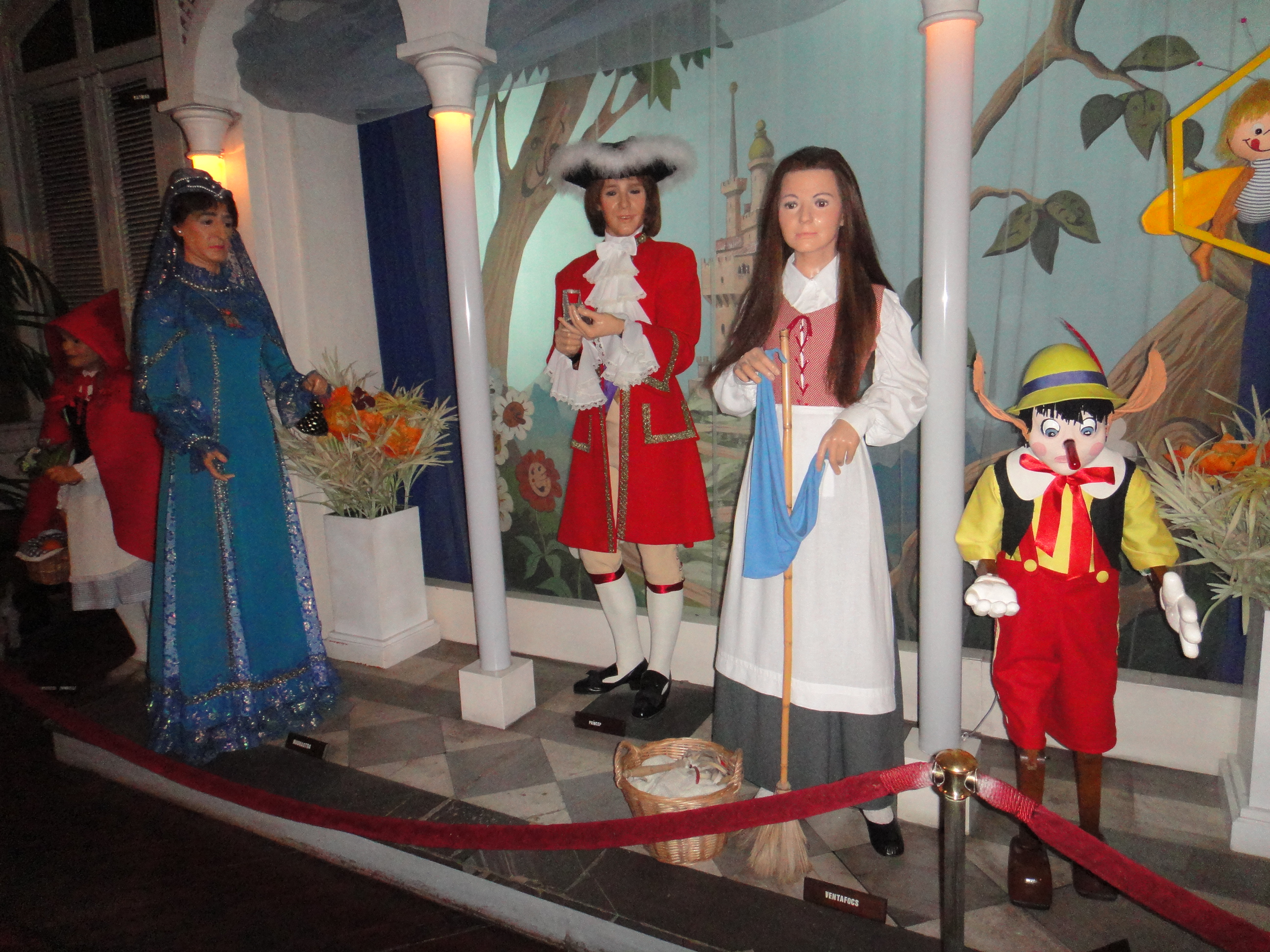
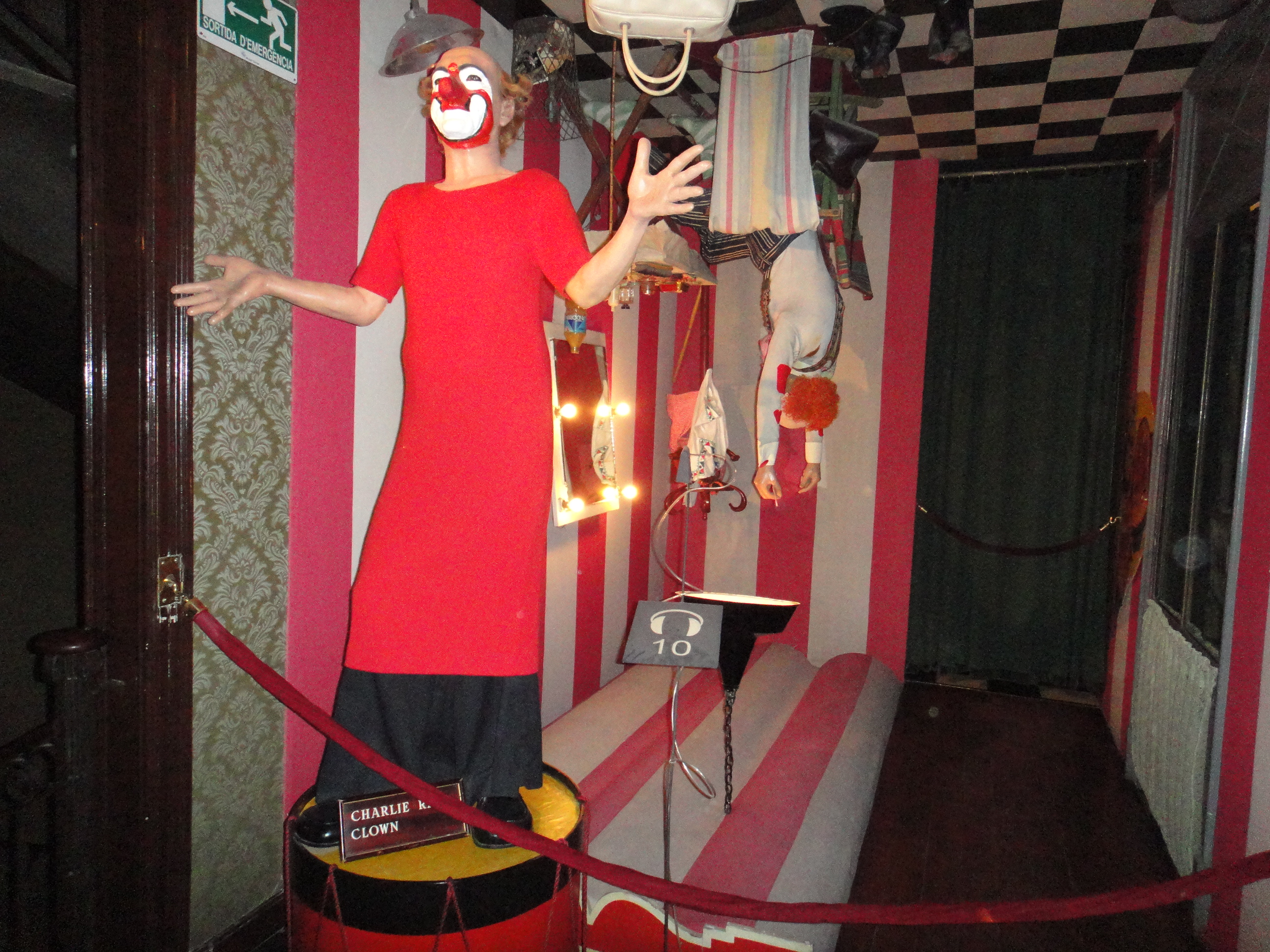
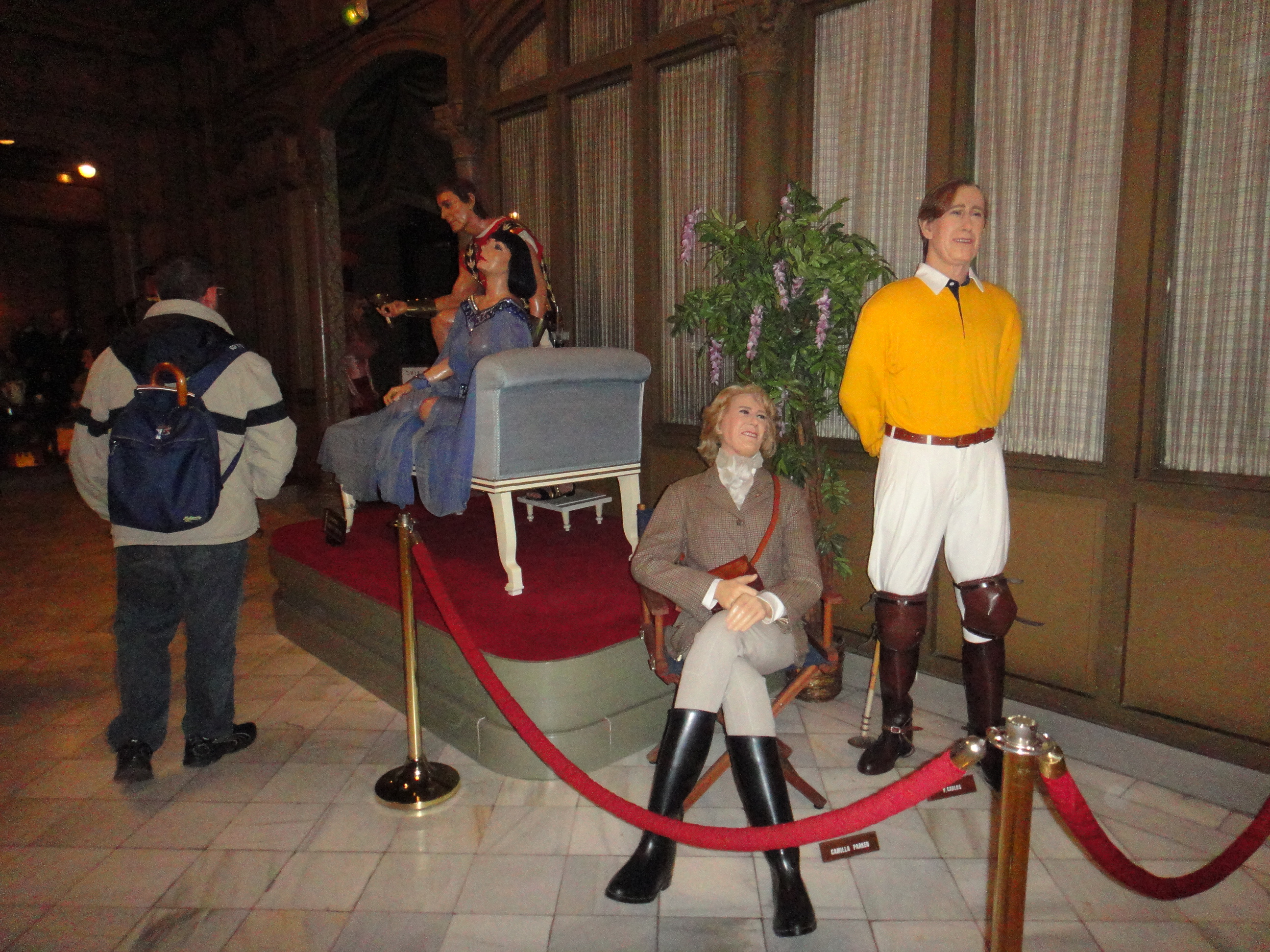
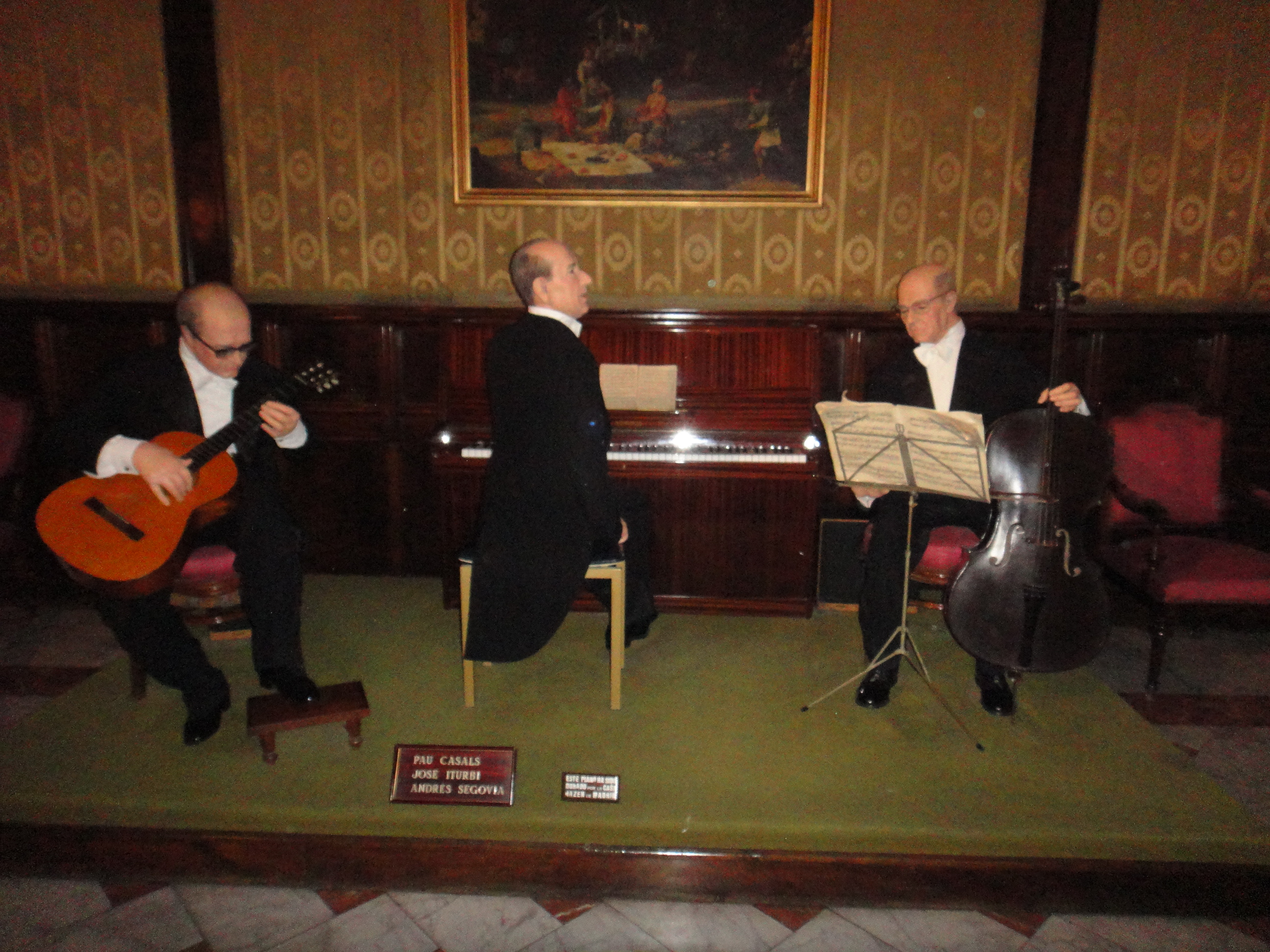

## См.также
Музей Монтсеррат
My3eN MoHTceppat
Музей современного искусства (Барселона)
Музей Пикассо (Барселона)

## Внешние ссылки
- Официальный сайт Музея восковых фигур Барселоны (EN)